# 苓桂术甘汤
苓桂术甘汤是一种中医方剂，出自《金匮要略》，是一种祛湿剂，具有温阳化饮，健脾利湿的功效。

## 组成
茯苓四两，桂枝、白术各三两，甘草二两（《金匮要略》方）；或茯苓四两，桂枝三两，白术、甘草各二两（《伤寒论》方）。
现代用法：茯苓四兩 (12g) ，桂枝去皮三兩 (9g)， 白朮二兩 (6g)， 炙甘草二兩 (6g)。

## 用法用量
上四味，以水六升，煮取三升，分温三服。
现代用法：水煎服。

## 功用主治

### 功效
温阳化饮，健脾利湿。

### 主治
主治中阳不足之痰饮，症见胸胁支满，目眩心悸，短气而咳，舌苔白滑，脉弦滑。临床广泛应用于与脾虚饮停证候相关的心血管疾病和前庭外周性眩晕等疾病。

## 方解
方中以茯苓为君，健脾利水；桂枝为臣，温阳化气；佐以白术，运脾燥湿；使以甘草，調和脾胃；共成健脾渗湿，温化痰飲之剂。
本方証是由中焦阳虚，脾失健运，气不化水，聚湿成飲所致。尤在涇說：“痰飲阴邪也，为有形，以形碍虚則满，以阴冒阳則眩，苓桂术甘湯温中去湿，治痰之良剂也。盖痰飲为結邪，温則易散，内属脾胃，温則能运耳。”至于心悸气短咳嗽等証，又属痰飲上凌心肺使然，乐用本方，温运中阳，实为治本之图。

## 方歌
苓桂术甘化饮剂，温阳化饮又健脾，饮邪上逆胸胁满，水饮下行悸眩去。

## 加减化裁
本方是治痰飲病的主要方剂，若脾气虚甚者，可加人参，痰多者，佐以二陈，随配合，应用甚广。

### 附方
若本方去白术加大枣，名为茯苓枝桂甘草大枣汤，治发汗后，心阳虚，肾水上逆，脐下悸动，欲作奔豚证；若本方去桂枝加干姜，名为甘草干姜茯苓白术汤，治寒湿伤脾之肾着病，其人身体重，腰中冷，如坐水中，形如水状，反不渴，小便自利，饮食如故，病属下焦，身劳汗出，衣里冷湿，久久得之，腰以下冷痛，腰重如带五千钱者。亦可治妊娠下肢浮肿，或老年人小便失禁，妇女年久腰冷带下等证，属脾阳不足而有寒湿者。

## 现代观点与研究
现代研究表明，苓桂术甘汤的组方成分大多具有抗炎、抗肿瘤和调节免疫的作用。整方能够促进β淀粉样蛋白清除，并通过抑制促炎因子的分泌减轻神经细胞的炎症反应。此外，苓桂术甘汤还影响脂质代谢和胰岛素抵抗，对代谢综合征和非酒精性脂肪肝有治疗效果。同时其还具有心肌保护、调控水液代谢及抗氧化的能力。